# اشتراكية إفريقية
تتمثل الاشتراكية الأفريقية في الاعتقاد بمشاركة المصادر الاقتصادية بطريقة أفريقية تقليدية تتميز عن الاشتراكية الكلاسيكية، وقد زعم العديد من سياسيي خمسينيات وستينيات القرن العشرين الأفريقيين دعمهم للاشتراكية الأفريقية مجاهرةً، رغم تفاوت تعاريف وتفسيرات هذا المصطلح كثيراً.

## أصولها ومحاورها
عقب استقلال العديد من الدول الأفريقية خلال ستينيات القرن العشرين، رفضت بعض الحكومات المتشكلة حديثاً آنذاك أفكار الرأسمالية، مفضّلة نموذجاً اقتصادياً متمركزاً أفريقياً بشكل أكبر، فجاهر زعماء هذه المرحلة بأنهم كانوا يمارسون «اشتراكية أفريقية».
أشار محرّرا كتاب الاشتراكية الأفريقية ويليام فريدلاند وكارل روسبيرغ الابن إلى المخططين الرئيسيين لهذه الاشتراكية، وهم جوليوس نيريري من تنزانيا، وموبيدو كيتا من مالي، وليوبولد سنغور من السنغال، وكوامي نكروما من غانا، وأحمد سيكو توري من غينيا.
وتضمنت المبادئ الشائعة لإصدارات الاشتراكية الأفريقية المتنوعة التطوير الاجتماعي الذي قاده قطاع عام ضخم، وتجسيد الهوية الأفريقية والمعنى في أن يكون المرء أفريقياً، وتجنب تطور طبقات مجتمعية ضمن المجتمع.
فادّعى سنغور أن «الخلفية الاجتماعية لحياة المجتمع القبلي في أفريقيا لا تجعل من الاشتراكية أمراً طبيعياً بالنسبة لها وحسب، وإنما تنفي صحة نظرية الصراع الطبقي»، وهو ما يميّز الاشتراكية الأفريقية، بكل متغيراتها، عن الماركسية والنظرية الاشتراكية الأوروبية.

## تاريخها
أُطلِق كتاب المفكر السنغالي عبد الله لي الجموع الأفريقية والظروف الإنسانية الحالية (Les masses africaines et l'actuelle condition humaine) عام 1956 ليكون أول منشور مؤثر عن الفكر الاشتراكي لأفريقيا.

## المتغيرات

### الأوجاما
شكّل مفهوم الأوجاما (باللغة السواحيلية: Ujamaa) أو إيديولوجيتها السياسية أساس سياسات جوليوس نيريري الاجتماعية والاقتصادية والمتعلقة بالاكتفاء الذاتي في تنزانيا بعد استقلال تنجانيقا عن الاستعمار البريطاني عام 1961، واتحادها مع الزنجبار لتشكلا تنزانيا عام 1964، وتعني كلمة أوجاما العائلة الممتدة، أو الأخوّة أو الاشتراكية، وتُميّز بعدة خصائص رئيسية، ومنها بالذات أنّ الشخص يصبح شخصاً من خلال الناس أو المجتمع من حوله.
نشر الرئيس نيريري عام 1967 مخططه التطويري، الذي حمل عنوان إعلان أروشا، وأشار فيه نيريري إلى الحاجة لنموذج أفريقي عن التطوير، وهو ما شكّل أساس الاشتراكية الأفريقية في تنزانيا، وقد أثار إعلان أروشا النقاشات والجدالات الدولية حول الاشتراكية الأفريقية في العالم الأكاديمي والاقتصادي.
لكن وبحسب ما أشارت له البي بي سي، بالرغم من تمكّن جوليوس نيريري من توحيد أمّته وتحقيق تقدمات كبيرة في مجالات الصحة والتعليم، فإن تجمّعات الأوجاما الاشتراكية الأفريقية التي نادى بها قد أوقعت نتائج كارثيّة باقتصاد تنزانيا.

### أوبونتو
تعترف فلسفة الأبونتو (بالسواحيلية: Ubuntu) القديمة في جنوب أفريقيا بإنسانية الأشخاص من خلال العلاقات بينهم، وتعود هذه الكلمة للغتين الزولوية والكوسية، [11] وتعتقد فلسفتها بوجود رابطة تجمع كل البشرية، وأن للكائن البشري قيمة كبيرة، فحسب المطران ديزموند توتو، يكون المرء بالأوبونتو منفتحاً ومتاحاً للآخرين، وداعماً لهم، ولا يشعر بالعجز أمام قدراتهم أو عظمتم، لأنه يمتلك ثقة مشروعة نابعة عن إدراكه بأن له مكانة ضمن كينونة أكثر جدارة بالملاحظة، وأنها تتناقص عندما يُذلّ الآخرون أو يهانون، وحين يُعذّبون أو يُظلمون.

### هارامبي
يعود أصل مصطلح هارامبي (بالسواحيلية: Harambee) للسكان المحليين، وخصوصاً سواحليّي شرق أفريقيا، وهو يعني «فلنتكاتف سويةً»، وقد عدّه الكينيوون المحليون فرصة لتطوير مجتمعاتهم ذاتياً دون انتظار تحرّك الحكومة، وقد ساعد ذلك في توليد إحساس العمل الجماعي لدى المجتمع الكيني، بيد أن بعض المحللين أشاروا إلى أنه أجج تناقضات طبقية، نظراً لحقيقة استغلاله من قبل بعض الأفراد كفرصة لجمع الثروة.